# Roodneksapspecht
De roodneksapspecht (Sphyrapicus nuchalis) is een vogel uit de familie Picidae (spechten).

## Verspreiding en leefgebied
Deze soort komt voor van zuidwestelijk Canada tot de zuidwestelijke Verenigde Staten.

## Status
De grootte van de populatie is in 2016 geschat op 2 miljoen volwassen vogels. Op de Rode lijst van de IUCN heeft deze soort de status niet bedreigd.